# Nova Porteirinha
Nova Porteirinha – miasto i gmina w Brazylii, w stanie Minas Gerais.